# Horní Moštěnice (przystanek kolejowy)
Horní Moštěnice – przystanek kolejowy w miejscowości Horní Moštěnice, w kraju ołomunieckim, w Czechach. Znajduje się na wysokości 210 m n.p.m.
Na przystanku nie ma możliwości zakupu biletów, a obsługa podróżnych odbywa się w pociągu. 

## Linie kolejowe
- 330 Přerov - Břeclav